# Richie Rich (personaggio)
Richard "Richie" $ Rich, Jr. (spesso stilizzato in Ri¢hie Ri¢h) è un personaggio immaginario protagonista di una serie a fumetti prodotto dalla "Harvey Comics" negli anni '50. Soprannominato "the poor little rich boy" (il povero bambino ricco), è l'unico figlio di genitori incredibilmente ricchi, risultando dunque il bambino più ricco del mondo. È talmente ricco che il suo nome contiene il simbolo del dollaro, $. Nel periodo di maggior diffusione degli Harvey Comics (1950–1982), apparve in oltre cinquanta pubblicazioni, fra cui Richie Rich, Richie Rich Millions, Richie Rich Dollars and Cents e Richie Rich Success Stories.
La rivista Forbes lo ha inserito al quarto posto tra i personaggi di fantasia più ricchi del mondo attribuendogli un patrimonio di 9,7 miliardi di dollari, mentre nel 2002 la medesima rivista lo posizionava al secondo posto, subito dopo Babbo Natale. Il personaggio ha avuto una trasposizione televisiva a cartoni animati nel 1980, due trasposizioni cinematografiche negli anni novanta e una serie televisiva nel 2015.

## Caratterizzazione del personaggio
Nonostante gli stereotipi negativi associati con la sua incredibile ricchezza, il personaggio è gentile e caritatevole. Vive in una lussuosa dimora, ha un'età imprecisata, fra i sette e i dieci anni, e indossa un gilet, una camicia bianca con il colletto Eton nascosto da un enorme nodo di cravatta rossa e scarpe blu. Frequenta la scuola nella sua città natale di Harveyville insieme ai compagni di classe Little Dot e Little Lotta.

## Storia editoriale
Venne ideato nel 1953 da Alfred Harvey e Warren Kremer. Il personaggio ha esordito sul primo numero di Little Dot nel settembre 1953 e la prima testata dedicata esordì nel 1960, Richie Rich, e venne edita per 254 numeri fino al 1991 con una interruzione fra 1982 e il 1986; seguì poi una seconda serie, Richie Rich (vol. 2) edita per 28 numeri dal 1991 al 1994. Altre testate importanti furono Richie Rich Millions, 113 numeri fra il 1961 e il 1982, Richie Rich Dollars and Cents (109 numeri fra il 1963 e 1982), e Richie Rich Success Stories (105 numeri fra il 1964 e 1982). Nel 1982 l'editore interruppe le pubblicazioni per riprenderle nel 1986 sotto una nuova proprietà; in questo periodo alcune pubblicazioni vennero interrotte e il personaggio, come molti altri della Harvey Comics, è stato pubblicato solo sporadicamente dal 1994.
Nel 2011 Ape Entertainment ha prodotto una nuova serie di fumetti su Richie Rich, molto diversi dagli originali.

## Comprimari

### Famiglia Rich
- Richard Rich Sr.: padre di Richie; un industriale;
- Regina Rich: madre di Richie;
- zia Noovo Rich: zia paterna ricca ed eccentrica di Richie, sorella del padre, ha la tendenza a esibire la sua ricchezza;
- zio Titus: anche se ricco come il resto della famiglia, è particolarmente parsimonioso se non tirchio;
- zia Mintley;
- zia Cleo;
- zio Worry: ex allenatore di una squadra di calcio professionista non particolarmente vincente;
- zio Stormy: un altro degli zii. Richie inizialmente lo scambia per un impostore;
- Dollar: cane di famiglia di razza "Dollarmatian", simile al Dalmata ma con il simbolo del dollaro al posto delle macchie.

### Famiglia Van Dough
- Reginald "Reggie" Van Dough Jr.: cugino di Richie, noto per giocare scherzi a chiunque; tratta male i suoi servitori
- Reginald Van Dough Sr.: fratello della madre di Richie e padre di Reggie, spesso arrabbiato con lui per gli scherzi che tira e per i quali lo punisce;
- Vanessa Van Dough: madre di Reggie;
- Penny Van Dough: sorella infante di Reggie con un ricciolo a forma di dollaro sulla testa.

### Amici di Richie
- Gloria Glad;
- Mayda Munny;
- Freckles and Pee-Wee Friendly;
- Billy Bellhops;
- Timmy Time;

### Avversari
- The Onion;
- Dr. Robert Blemish;
- Dr. N-R-Gee;
- The Condor;
- Lawrence Van Dough;
- Ferguson.

## Altri media

### Cinema
- Richie Rich - Il più ricco del mondo (1994)[7][8];
- Richie Rich e il desiderio di Natale (1998)[9].

### Televisione
- Richie Rich, serie animata prodotta dal 1980 al 1984 dalla Hanna-Barbera;
- Le allegre avventure di Scooby-Doo e i suoi amici (The Richie Rich/Scooby-Doo Show and Scrappy Too!), contiene segmenti della precedente serie animata;
- Richie Rich, serie animata del 1996 prodotta da Harvey Entertainment, Film Roman e Universal Studios;
- Richie Rich, serie televisiva (2015).[10][11]